# Edmund Phelps
Edmund Strother Phelps (Evanston, Illinois, 1933. július 26. –) amerikai közgazdász, aki a 2006. évi Közgazdasági Nobel-emlékdíjat kapta az intertemporális helyettesítések makrogazdasági elemzéséért. Ismeretes a gazdasági növekedés terén végzett kutatói tevékenysége révén, amit a Yale Egyetem Cowles Alapítványánál folytatott az 1960-as években. Ő alkalmazta először a várakozáselmélet mikroökonómiai modelljeit a foglalkoztatás szintjének és az ár-bér dinamikának az elemzésekor.
Legtermékenyebb munkája valószínűleg a munkanélküliség természetes rátájának elmélete – létezése, mértékének megállapítása, illetve a munkanélküliség nagyságát befolyásoló piaci erők elemzése.
Phelps főiskolai alapképzettségét a Amherst Főiskolán szerezte 1955-ben. PhD fokozatát a Yale-en szerezte 1959-ben. Akadémiai karrierjét a Yale-en kezdte, majd átment a Pennsylvaniai Egyetemre és 1971-ben a Columbia Egyetemre, ahol 1982 óta a politikai közgazdaságtan professzora.